# Сугудай
Сугуда́й (эн. сугудать) — блюдо кухни малочисленных народов Крайнего Севера России: долган, ненцев, энцев, нганасан и эвенков, ведущих коренной образ жизни[прояснить] в полевых условиях, следуя традициям своих предков. Технология приготовления: живая рыба северных, белых пород (например сиг, муксун, чир, корюшка, нельма или валёк) рубится на несколько частей и тут же подаётся на стол вместе с солью. В Сибири у селькупов известно под названием «чушь».
Рецепты могут незначительно отличаться друг от друга, но в основе это мясо рыбы (как филе, так и с костями), а из специй — соль. Сугудай ценится как хорошая закуска. Приготовленный из свежевыловленной рыбы, он готов к употреблению через пару минут.